# Atherton (Grand Manchester)
Pour les articles homonymes, voir Atherton.
Atherton est une ville du district métropolitain de Wigan en Grand Manchester.

## Géographie
Elle est située à 8 km à l'Est de Wigan, à 3,2 km au Nord de Leigh et à 17,2 km au Nord-Ouest de Manchester.

## Histoire
La ville s'appelait Chowbent au XVIIe siècle.
Fairfax y est défait par les troupes de Charles Ier en 1643.